# Василивка (Арцизки район)
Василивка (на украински: Василівка) е село в Южна Украйна, Одеска област, Болградски район. Заема площ от 1,29 км2.

## География
Селото се намира в историческата област Буджак (Южна Бесарабия). Разположено е северно от Арциз.

## Население
Населението на селото според преброяването през 2001 г. е 533 души. В селото живеят българи, руснаци и молдовци.

### Езици
Численост и дял на населението по роден език, според преброяването на населението през 2001 г.:
| Роден език | Численост | Дял (в %) |
| Общо       | 533       | 100.00    |
| Български  | 352       | 66.04     |
| Руски      | 70        | 13.13     |
| Гагаузки   | 46        | 8.63      |
| Украински  | 42        | 7.87      |
| Молдовски  | 21        | 3.93      |
| Други      | 2         | 0.37      |